# Patinodrome

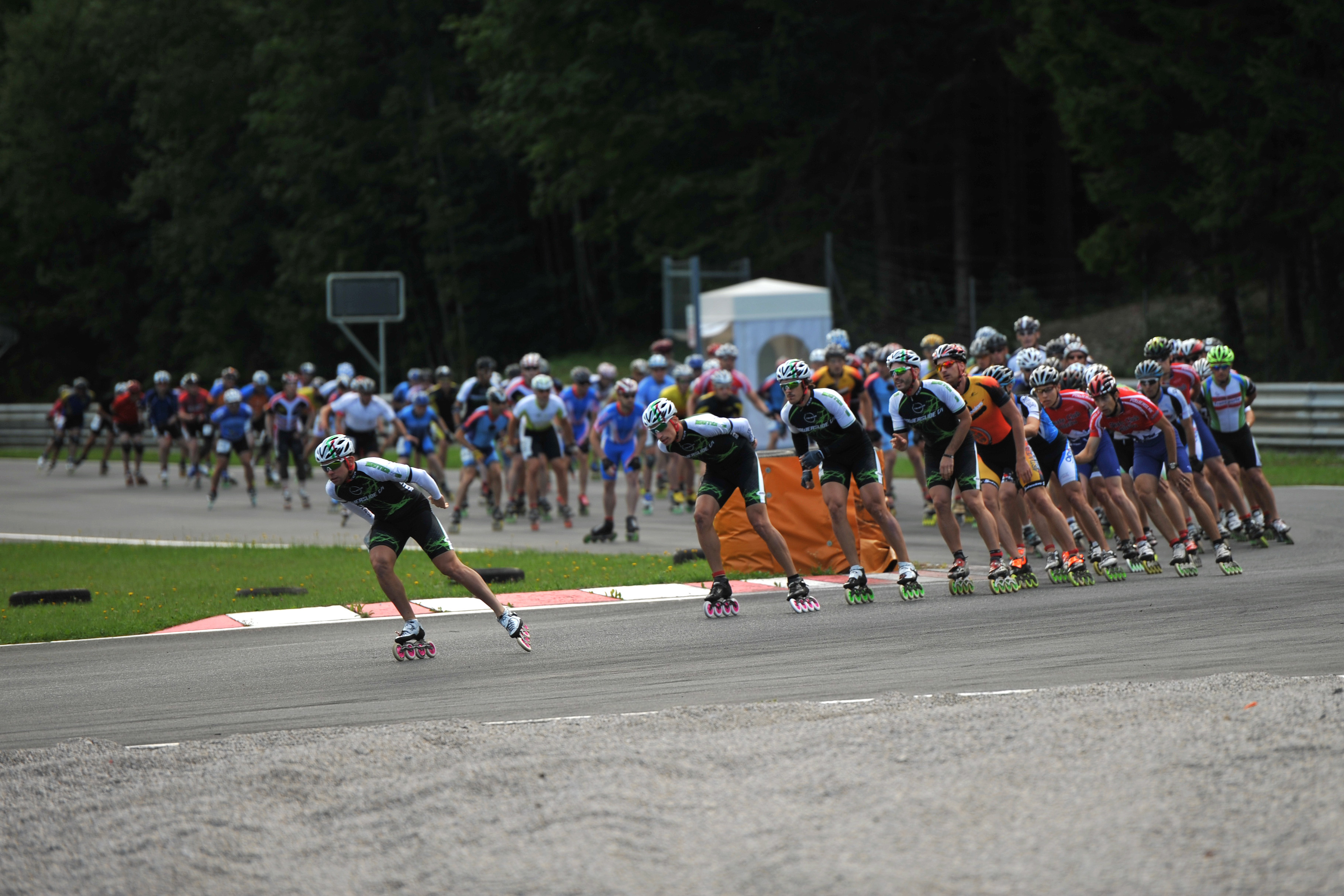
Course de patinage à roulettes sur un patinodrome

Un patinodrome  couvert ou extérieur est un lieu qui possède une surface aménagée elliptique (circulaire, ovale ou anneau routier) pour l'entraînement et les compétitions de patinage à roulettes (roller de vitesse, roller derby...).

## Dimensions
Les dimensions des pistes homologuées pour les compétitions de roller sont de 200 mètres par 6 m ou 7 m de large avec une inclinaison dans les virages comprise entre 10 et 12 %.
Pour les circuits routier sur diverses longueurs pour 6 m de large, avec des dévers. 